# Cónclave de 1521-1522
El cónclave papal que se llevó a cabo entre 1521 y 1522 dio como resultado la elección del papa Adriano VI para suceder a León X. El cónclave se caracterizó en un principio por las candidaturas de los cardenales Giulio de Medici y Alejandro Farnese, aunque los Colonna y otros cardenales frustraron sus aspiraciones.
El número de cardenales electores (39) y la longitud de la sede vacante había aumentado el costo del cónclave, incluso en exceso de los fondos distribuidos por Carlos V, emperador del Sacro Imperio, Francisco I de Francia y Enrique VIII de Inglaterra para promover a sus candidatos.

## Cardenales electores

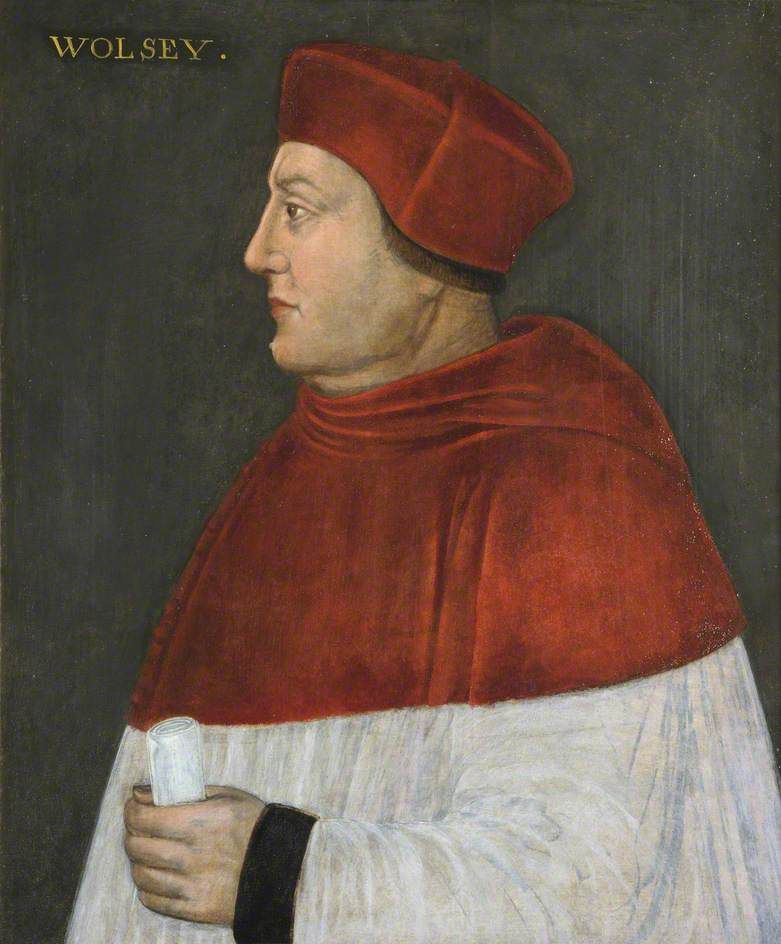
Cardenal
Thomas Wolsey

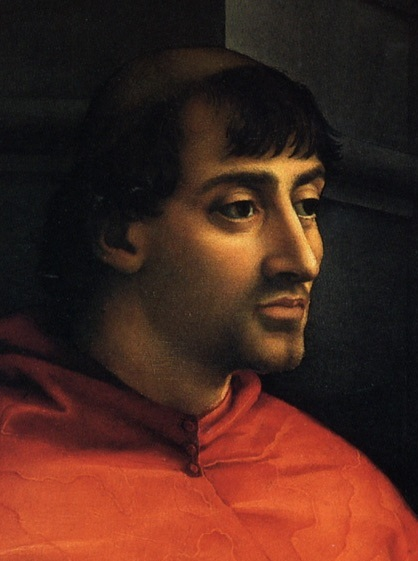
Cardenal
Giulio de Medici

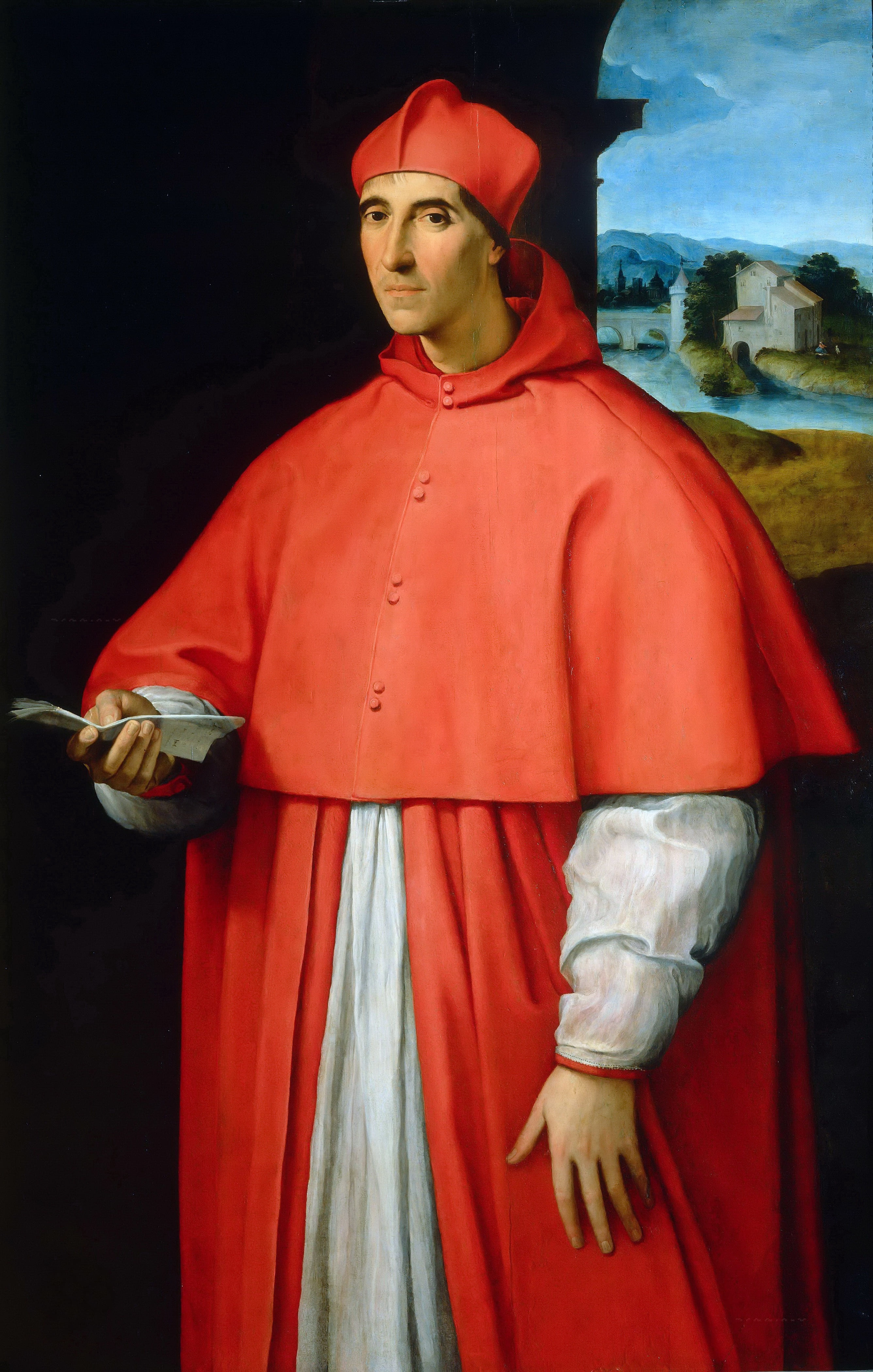
Cardenal
Alejandro Farnese

Había 39 cardenales electores, sólo 3 de ellos no provenían de Italia (dos españoles y un suizo). Nueve no-italianos no asistieron (en comparación con sólo un italiano) a pesar de la larga demora del cambio de gobierno papal. Esto se debió a la captura de un cardenal en su camino a Roma por lo que se llevó a cabo un rescate. Mientras tanto, los agentes de Carlos V, emperador del Sacro Imperio, Francisco I de Francia y Enrique VIII de Inglaterra comenzaron a distribuir grandes sumas de dinero a los cardenales para sobornarlos.
La opción preferida de Enrique VIII fue Thomas Wolsey (para quién estaba dispuesto a gastar 100 000 ducados), a pesar de que Giulio de Medici (futuro papa Clemente VII) también era aceptable para él. Enrique VIII preguntó a Carlos V (con el que se alió) si daba su apoyo a Wolsey y enviaba su ejército a Roma. Incluso gran parte de los sobornos de los monarcas fueron menores que el costo del cónclave, e incluso la tiara papal fue hipotecada para la financiación de la elección, y sólo unos pocos de los cardenales italianos siquiera considerarían a un no-italiano en la silla de Pedro.
Carlos V finalmente dio su apoyo a los Medici en lugar de Wolsey, a pesar de que su decisión fue criticada por muchos, ya que era el cardenal nepote de León X y el Sacro Colegio temía un papado hereditario.
Francisco I apoyó la elección de un papa francés, respaldado por un millón de ecus de oro, aunque no está claro si realmente envió los fondos a Roma, de hecho, los agentes de Francisco I centraron su atención en los candidatos italianos "afrancesados", principalmente los tres venecianos.
Medici, por su parte, entró en el cónclave con quince o dieciséis partidarios, pero muy pocas posibilidades de conseguir votos adicionales.

### Lospapables
Los corredores de apuestas de Roma ofrecieron apuestas en los papables: uno de los primeros ejemplos de juegos de azar basado en las elecciones papales. Las apuestas eran de:
- Giulio de Medici: 25 a 100.[1]
- Alejandro Farnese: 20 a 100.[1]

## El cónclave

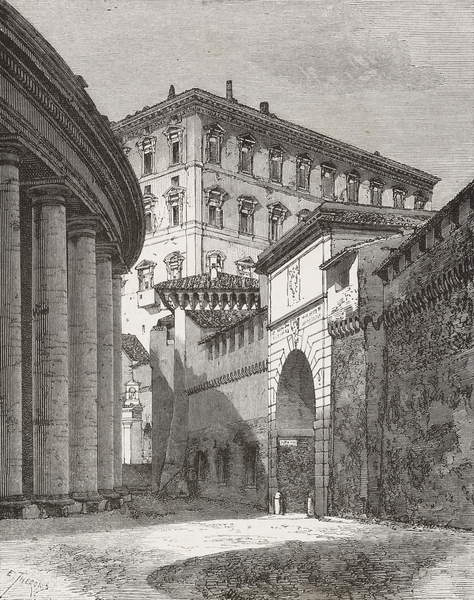
Palacio Apostólico Vaticano, lugar de la elección.

El cónclave comenzó el 28 de diciembre, después de 27 días de la muerte de León X. Los cardenales acordaron una capitulación cónclave, y las votaciones comenzaron el 30 de diciembre.
Farnese, con el apoyo de los Medici y sus partidarios, recibe en un principio 12 votos, todos provenientes de cardenales creados por León X. Si Farnese hubiera asegurado los votos de los otros cardenales de León X (28 de los 39 electores), podría fácilmente haber sido elegido. El pueblo romano saqueó su casa (como era costumbre en los papas recién elegidos) y los corredores de apuestas subieron sus probabilidades a 40 a 100, aunque su voto se redujo a 4 en el segundo día de votación. Después de la segunda votación, un cardenal se declaró enfermo y fue dado de alta del cónclave con la aprobación de los dos tercios.
El cónclave se fue arrastrando hasta bien entrado 1522, teniendo sólo una votación por día. Farnese seguía siendo el favorito en el octavo escrutinio, con Medici pidiendo un accessus después de que Farnese recibiera 12 votos. Farnese recibió entre ocho y nueve votos adicionales por accessus, y un cardenal incluso gritó "Papam Habemus". Sin embargo, dos de los más fuertes opositores de Farnese exigieron un recuento oficial de los votos, y se reveló que no tenía los votos justos para la mayoría cualificada necesaria (dos tercios), después de lo cual Farnese fue desacreditado y perdió el apoyo.
Medici intentó promover la candidatura de los demás miembros de su partido, pero ninguno podría obtener un amplio apoyo. Wosley recibió ocho votos, pero su juventud hizo que otros cardenales no lo apoyaran (el embajador inglés había tratado de convencer de que tenía más de cincuenta años). Medici se dirigió al cónclave el 9 de enero y sugirió la atención hacia los candidatos que no estaban presentes en el cónclave, expresando su voluntad de elegir a Adriano de Utrecht. En el siguiente control Adriano recibió 15 votos, incluyendo todos los que poseía Medici. Colonna, el principal oponente de los Medici y los de su partido, declaró su apoyo a Adriano, compensando con 13 votos por accessus, exactamente los dos tercios necesarios. Ya que Adriano no estuvo presente, su candidatura no requería dos tercios más uno.

## Adriano VI
El pueblo no entendía quién había sido elegido inmediatamente después del anuncio, ya que Adriano era relativamente desconocido y ejercía en ese momento como regente de Carlos V. Tres cardenales fueron enviados para informarle de su elección, con una carta privada que llegó a Adriano el 24 de enero (los cardenales no llegarían hasta marzo). Mientras tanto, los rumores de la muerte de Adriano se extendieron en Roma y Francisco I comenzó a prepararse para un nuevo cónclave. Los cardenales no trajeron el anillo del pescador a España, para asegurarse de que él se viera obligado a viajar a Roma, a donde llegó el 28 de agosto.